# Etz Limon
Etz Limon (em hebreu: עץ לימון / em inglês: Lemon Tree)  é um filme de drama israelense de 2008 dirigido por Eran Riklis e co-dirigido por seu primo Ira Riklis. É estrelado por Hiam Abbass, Ali Suliman, Danny Leshman, Rona Lipaz-Michael, Tarik Kopty, Amos Lavi, Lana Zreik e Amnon Wolf. O filme descreve os esforços legais de uma viúva palestina para impedir que o ministro da Defesa de Israel, seu vizinho, destrua os limoeiros de sua fazenda familiar. Ao mesmo tempo, ela desenvolve um vínculo humano com a esposa do ministro.
Foi lançado em Israel em 27 de Março de 2008, tendo sido recebido com pouco entusiasmo pelo público israelense. Foi lançado internacionalmente através da IFC Films em 17 de abril de 2009.  A partir daí, o filme alcançou sucesso crítico e recebeu indicações para vários prêmios, como Melhor Atriz e Melhor Roteirista, no 21.º European Film Awards.